# 桑蒂瓦涅斯德维德里亚莱斯
桑蒂瓦涅斯德维德里亚莱斯，是西班牙卡斯蒂利亚-莱昂萨莫拉省的一个市镇。 总面积76平方公里，总人口1334人（2001年），人口密度18人/平方公里。